# 平林金吾
平林 金吾（ひらばやし きんご、1894年（明治27年）11月27日 - 1981年（昭和56年）12月29日）は日本の建築家。愛知県西春日井郡豊山村（現在の豊山町）出身。旧姓は安藤。

## 来歴
金吾は安藤喜代三郎・つね夫妻の三男として生まれ、その後母の姉の嫁ぎ先である平林家の養子となり東京に移住。芝中学を経て東京高等工業学校（現・東京工業大学）建築科卒業。その後入社した倉庫設計の会社で高橋貞太郎と出会う。この高橋の勧めでこの会社を退職し内務省明治神宮造営局技手として宝物殿の工事管理に従事、同完成後は高橋が勤務する宮内省に勤務。内務省在籍中の1918年、同僚だった岡本馨との連名で大阪府庁舎の建築設計競技（コンペ）に応募し、一等当選を果たす。同庁舎は1926年に完成したが、応募作から大きな手直しはされなかったという。また、平林と岡本の連名作では建築学会会館のコンペでも一等となるが、関東大震災の影響で建設は見送られている。
1924年に東京市の臨時建築局技師となる。前年に関東地方を襲った関東大震災にて多数の建物が損壊し、平林は主に鉄筋コンクリート製となる、約50校の小学校新校舎の工事管理にあたっている。
1927年からは「復興建築助成株式会社」の技師となり、政府が補助金を出した上で建設される耐火住宅・ビルの設計を主に行なった。ここでも高橋が上司として携わっている。
1929年、昭和天皇即位記念事業として名古屋市役所を新しく建設することとなり、翌1930年に佐野利器を審査委員長とするコンペが開催された。平林は仕事と平行してこれに取り組み、屋上に名古屋城天守を模した瓦葺屋根の塔を組み込んだ所謂「帝冠様式」の作品を応募し、これが一等当選となって新庁舎は1933年に完成した。なお、実際の建物は平林案から一部手直しが行なわれ、特に塔の大時計は平林案にはなかったものだった。
平林の設計作は建築コンペでは大阪府庁・名古屋市役所の他に朝鮮貯蓄銀行（現在のSC第一銀行）本店ビルで採用された実績がある。
戦後は建築事務所を経営する傍ら、日本建築学会会員として活動していた。

## 主な作品

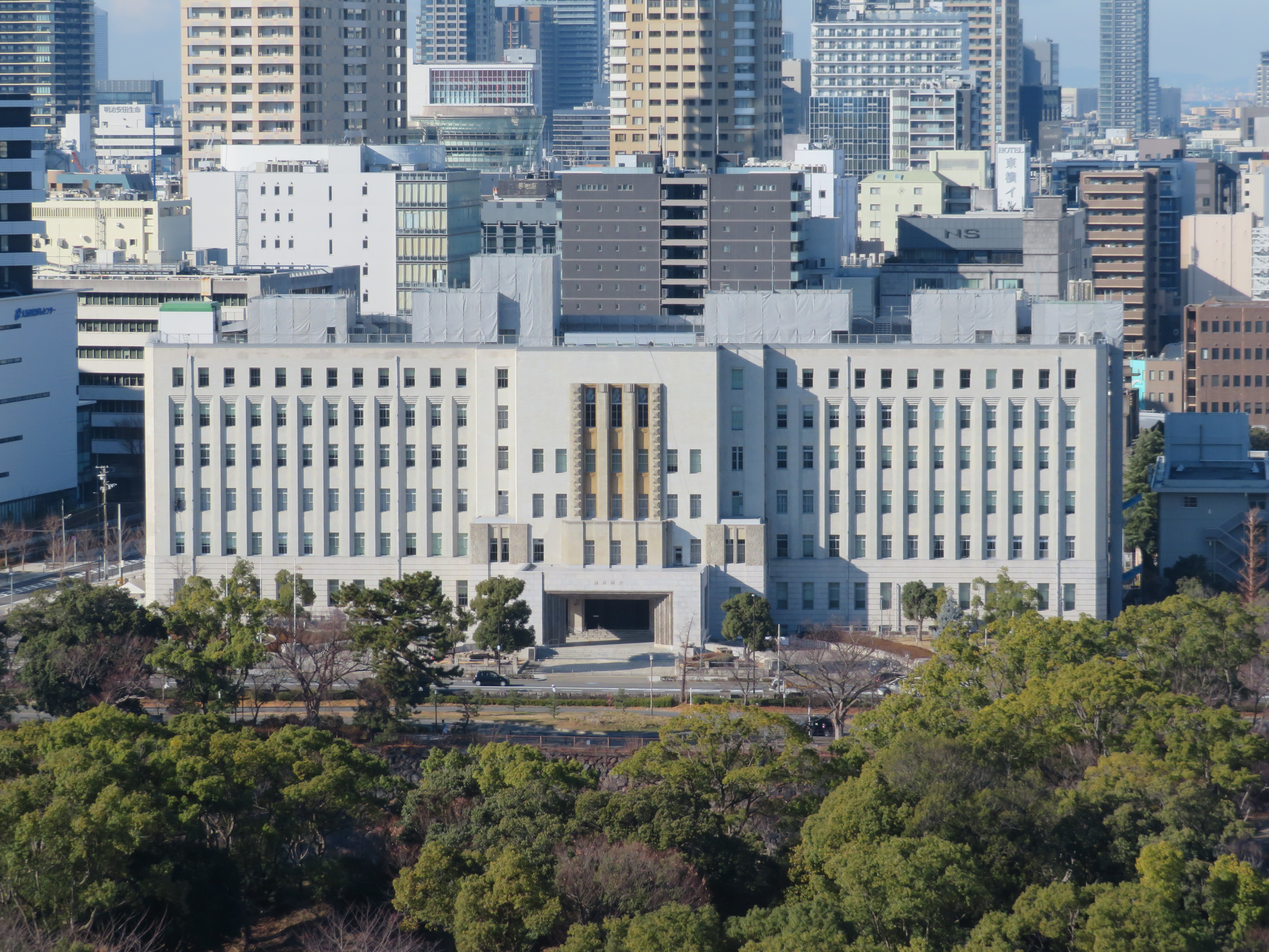
大阪府庁舎

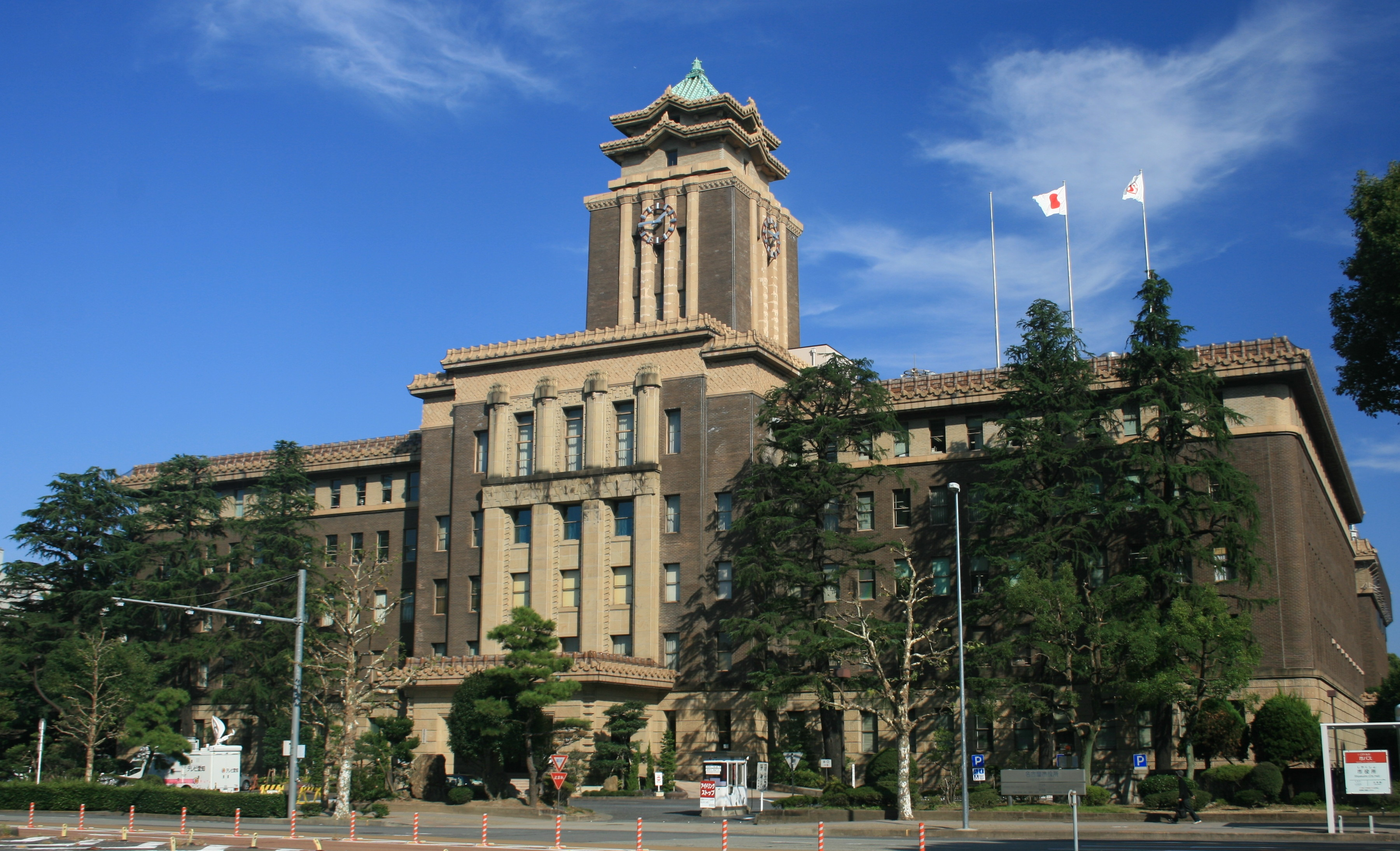
名古屋市役所本庁舎

| 建造物名                 | 年                 | 所在地             | 状態       | 備考                |
| ------------------------ | ------------------ | ------------------ | ---------- | ------------------- |
| 大阪府庁舎               | 1926年（大正15年） | 大阪市中央区       |            |                     |
| 中央区立城東小学校       | 1928年（昭和3年）  | 東京都中央区       | 現存せず   |                     |
| 佐藤眼科病院             | 1931年（昭和6年）  | 神奈川県横浜市中区 |            | 大幅改修            |
| 名古屋市役所本庁舎       | 1933年（昭和8年）  | 愛知県名古屋市     | 重要文化財 |                     |
| 朝鮮貯蓄銀行本店         | 1935年（昭和10年） | 大韓民国ソウル市   |            | 現 第一銀行第一支店 |
| 東京都立大森高等学校校舎 | 1958年（昭和33年） | 東京都大田区       | 現存せず   |                     |
| 東京都立西高等学校校舎   | 1963年（昭和38年） | 東京都杉並区       | 現存せず   |                     |